# Mathieu Brosseau
Pour les articles homonymes, voir Brosseau.
Mathieu Brosseau est un écrivain français né le 23 décembre 1977 à Lannion.   

## Biographie
Né le 23 décembre 1977 à Lannion, Mathieu Brosseau vit et travaille aujourd'hui à Paris. Romancier et poète, il a fait paraître une quinzaine de livres.  
Il donne des lectures musicales, notamment avec Olivier Mellano ou Nicolas Lafourest. Il collabore régulièrement avec des artistes peintres, comme Winfried Veit, Jean-Marc Scanreigh ou plus récemment avec Thierry le Saëc ou Ena Lindenbaur.   

## Courants d'influence
Aussi bien imprégné des œuvres de romanciers - tels Maurice Pons ou Herman Melville -, que d'œuvres de poètes (notamment René Daumal ou Denis Roche) ou de cinéastes (comme Chris Marker), Mathieu Brosseau travaille une prose dynamique, « qui tend vers le flux ». Il creuse les questions du corps, de l'identité, du temps, de l'animalité, du désir et de la disparition.

## Réception critique
Natacha Andriamirado écrit « s'il lui faut une identité, Mathieu Brosseau est poète, mais il est en réalité au-delà des genres. » (in La Nouvelle Quinzaine Littéraire, 15 juillet 2015).
À propos de son art poétique, Florence Trocmé analyse dans un article consacré à son livre Ici dans ça : « On peut peut-être proposer pour conclure qu’on est ici dans ça, devant une poétique du dé-lire, pour lire le délire mais aussi le dé-dire et en délier les constituants, une poétique pour saper ce qui lie mal et donc entrave. Une poétique en forme de coin à poser ici ou là pour soulever la masse ce qui écrase et pour desceller ce qui étouffe. Et que cette entreprise est donnée à voir et à lire dans son essor et sa réalisation ».
À travers ses livres, Mathieu Brosseau « semble demander qui, du langage ou de la réalité, fait le monde et le sujet. Si les objets parlent, les mots prennent corps eux aussi. »
Pour lui, « dire la chose en train de se faire, quand le dire est la chose en train de se faire. Incarner cette vie augmentée. C’est poésie. »

## Entretiens
Vidéos
- Mathieu Brosseau, entre les mondes Mathieu Brosseau s'entretient avec la chroniqueuse Jeanne Bacharach pour Mediapart et En attendant Nadeau
- Chaos, raconté par Mathieu Brosseau
- Entretien avec Mathieu Brosseau et Dominique Quélen lors des Enjeux de la littérature X, organisés par la Maison des écrivains et de la littérature.

Radios
- Entretien avec Sophie Nauleau pour l'émission Ça rime quoi, sur France Culture le 6 octobre 2013
- Entretien avec Matthieu Dubois pour Radio Univers, mai 2018.

Écrits
- « On ne sait jamais qui parle », entretien avec M. Brosseau, par Armand Dupuy, sur le site Remue.net, printemps 2009
- « Portrait d’un "travailleur perdu de la langue" », entretien avec M. Brosseau, par Fabrice Thumerel, sur le site Libr critique, septembre 2009
- « Entretien avec M. Brosseau, par Florence Trocmé », sur le site Poezibao, juillet 2013

## Publications
Poésie
- L'Aquatone, La Bartavelle Éditeur, 2001  (ISBN 9782877446310)
- Surfaces : journal perpétuel, Éditions Caractères, 2003  (ISBN 9782854463521)
- Dis-moi, livre d'artiste avec Thierry le Saëc, Éditions La Canopée / La Rivière échappée, 2008
- La Nuit d'un seul, Éditions La Rivière échappée, 2009
- Uns, Le Castor astral, 2011  (ISBN 9782859208639) (paru auparavant sur Publie.net en 2009). Illustrations par Winfried Veit et préface de Jean-Luc Nancy.
- L'Espèce[7], éditions Mots tessons, 2009
- Et même dans la disparition, Wigwam éditions, 2010
- La Confusion de Faust, éditions Le Dernier Télégramme, 2011  (ISBN 9782917136454)
- Ici dans ça, Le Castor astral, 2013  (ISBN 9782859209438). Illustrations par Jean-Marc Scanreigh.
- L'Animal Central[8], Le Castor astral, 2016. Frontispice par Edmond Baudoin.
- L'exercice de la disparition, Le Castor astral, 2020. Dessins de Ena Lindenbaur.

Romans
- Data Transport[9],[10],[11],[12], éditions de l'Ogre, mai 2015  (ISBN 9791093606101)). Postface de Sandor Mychkine (pseudonyme de l'astrophysicien Aurélien Barrau).
- Chaos[13],[14],[15],[16], éditions Quidam, février 2018  (ISBN 978-2-37491-075-8)

Livres pauvres
- L'amour est un art populaire, avec Lou Raoul. Juin 2018
- Aux confins, avec Thierry le Saëc, mai 2020.

Ouvrages collectifs
- Variations sur l'Animal Central, avec Aurélien Barrau et Véronique Bergen, Éditions La Lettre Volée, avril 2018
- Peinture et Poésie : les peintres vus par les poètes[17]. Catalogue. Musée Paul Valéry, Ville de Sète. 2018.

## Pour approfondir